# Presidente de la Primera Junta de Gobierno de Chile
El presidente de la Junta Provisional Gubernativa del Reino a nombre de Fernando VII fue el principal cargo ejecutivo que tuvo Chile durante los primeros años de la Patria Vieja. El cargo fue creado el 18 de septiembre de 1810 por la Primera Junta de Gobierno, con Mateo de Toro y Zambrano como primer titular. En 1811, la Junta se disolvió y sus funciones serían asignadas al Primer Congreso Nacional de Chile.

## Antecedentes
El 16 de julio de 1810 el Gobernador Real de Chile, don Francisco Antonio García Carrasco renuncia, por lo que es remplazado por el militar de mayor edad en Chile, don Mateo de Toro-Zambrano y Ureta, quien asumió el cargo de Gobernador Interino. Durante ese tiempo el Rey de España, Don Fernando VII, cayó cautiverio de Napoleón Bonaparte, esto provocó una serie de Juntas de Gobierno en todas las Indias Occidentales Españolas, incluyendo Chile. Don Mateo fue quien al mediodía del 18 de septiembre de 1810 lideró la Primera Junta de Gobierno. De ahí en adelante el poder ejecutivo quedaba en manos del Presidente de la Junta, el cual era designado por la Junta de Gobierno de Chile, la cual era legisladora y fiscalizadora. Posteriormente la función de la Junta sería asignada al Primer Congreso Nacional de Chile en 1811.

## Historia
Toda clase de rumores se escuchaban en Santiago en septiembre de 1810. Algunos, incluso, decían que de formarse una Junta se alteraría hasta la vida de las congregaciones de religiosas y que se confiscarían sus bienes. Para calmar las aprehensiones de los religiosos, Toro Zambrano debió redactar una carta desmintiendo tales afirmaciones.
La reunión del vecindario noble y los jefes de corporaciones se efectuó el 18 de septiembre de 1810. Tras escuchar el dictamen del procurador de la ciudad, José Miguel Infante —quien defendió con todos sus conocimientos legales la postura favorable a la conformación de una Junta—, don Mateo renunció a su cargo. Inmediatamente, se conformó la Junta, de la cual fue elegido presidente. 
Uno de los primeros asuntos que se debió atender fue el anuncio del arribo de Antonio Valcárcel, Marqués de Medina, quien había sido nombrado gobernador de Chile por el Consejo de Regencia, que se mantenía como representante del gobierno español durante la invasión napoleónica de la metrópoli.
La Junta que encabezaba decidió rechazar tal pretensión, contando con la ayuda de la Junta de Buenos Aires.
Toro Zambrano también participó en la discusión del decreto que, promulgado en 1811, estableció la libertad de comercio, pero no alcanzó a sellarlo con su firma pues falleció en la noche del 26 al 27 de febrero de 1811. Su espíritu estaba bastante alicaído desde hacía un mes debido a la muerte de Nicolasa Valdés, su mujer. La Junta dispuso que su funeral se efectuase en el templo de La Merced y la ceremonia fue muy concurrida.
La muerte de Mateo Toro Zambrano, el 26 o 27 de febrero de 1811, y dos meses después la del Obispo Martínez de Aldunate, Vicepresidente de la Junta, transformaron a Juan Martínez de Rozas, en el detentador del poder político que según muchos de sus detractores, entre ellos el Cabildo de Santiago, ejerció en forma arbitraria.
El 1 de abril de 1811, en que debía realizarse en Santiago la elección de diputados, el teniente coronel Tomás de Figueroa se alzó en armas y pretendió derribar al Gobierno. En ese momento Martínez de Rozas, era vocal y desde su posición se encarga de perseguir a los insurgentes, lo cual concluyó con el fusilamiento de Figueroa.
Sobre la situación política de Rozas tras el motín de Figueroa, el Diccionario Histórico y Biográfico de Chile señala: La aristocracia santiaguina veía en Rozas a un hombre ambicioso y de pocos escrúpulos, ajeno al ideal de gobierno impersonal y colegiado de juntas y cabildos a que se inclinaba, desde entonces, la aristocracia de Santiago. De ahí que se pusiera gran empeño en que Rozas no llegara al próximo congreso.
Con todo, Rozas logró mantenerse por algunos meses mediante el ardid de hacer ingresar a la Junta a los diputados ya elegidos por las provincias cuando faltaba todavía la elección de los de Santiago. El triunfo del partido encabezado por Eyzaguirre e Infante aseguró el control del nuevo Congreso al sector del antiguo Cabildo e hizo cesar en sus funciones a la junta el 4 de julio de 1811 y Rozas se retiró a Concepción.

## Presidentes
| N.º | Mandato                         | Presidente | Presidente                   | Inicio                   | Término                 | Bando | Bando    |
| --- | ------------------------------- | ---------- | ---------------------------- | ------------------------ | ----------------------- | ----- | -------- |
| 1   | Presidente de la Junta          |            | Mateo de Toro-Zambrano       | 18 de septiembre de 1810 | † 26 de febrero de 1811 |       | Moderado |
| —   | Presidente interino de la Junta |            | Juan Martínez de Rozas       | 27 de febrero de 1811    | 2 de abril de 1811      |       | Exaltado |
| 2   | Presidente de la Junta          |            | Fernando Márquez de la Plata | 2 de abril de 1811       | 4 de julio de 1811      |       | Exaltado |

### Jefes de gobierno posteriores
Después de la disolución de la Junta Gubernativa, el Congreso Nacional asumió sus funciones. Para continuar con la separación de poderes, durante los años que siguieron se establecieron otros organismos dirigentes del poder ejecutivo.
| Mandato                                                          | Presidente              | Presidente                    | Inicio                  | Término                 | Bando | Bando    |
| ---------------------------------------------------------------- | ----------------------- | ----------------------------- | ----------------------- | ----------------------- | ----- | -------- |
| Presidente del Congreso Nacional                                 |                         | Juan Antonio Ovalle           | 4 de julio de 1811      | 20 de julio de 1811     |       | Moderado |
| Presidente del Congreso Nacional                                 |                         | Martín Calvo Encalada         | 20 de julio de 1811     | 5 de agosto de 1811     |       | Moderado |
| Presidente del Congreso Nacional                                 |                         | Manuel Pérez de Cotapos       | 5 de agosto de 1811     | 11 de agosto de 1811    |       | Realista |
| Presidente de la Autoridad Ejecutiva Provisoria                  |                         | Martín Calvo Encalada         | 11 de agosto de 1811    | 4 de septiembre de 1811 |       | Moderado |
| Presidente del Tribunal Ejecutivo (Golpe de Estado)              |                         | Juan Enrique Rosales          | 4 de septiembre de 1811 | 16 de noviembre de 1811 |       | Exaltado |
| Presidente de la Junta Provisional de Gobierno (Golpe de Estado) |                         | José Miguel Carrera Verdugo   | 16 de noviembre de 1811 | 13 de diciembre de 1811 |       | Exaltado |
| Presidente de la Autoridad Suprema Provisional                   | 13 de diciembre de 1811 | José Miguel Carrera Verdugo   | 8 de enero de 1812      |                         |       | Exaltado |
| Presidente de la Junta Provisional de Gobierno                   | 8 de enero de 1812      | José Miguel Carrera Verdugo   | 8 de abril de 1812      |                         |       | Exaltado |
| Presidente de la Junta Provisional de Gobierno                   |                         | José Santiago Portales        | 8 de abril de 1812      | 6 de agosto de 1812     |       | Moderado |
| Presidente de la Junta Provisional de Gobierno                   |                         | Pedro José Prado Jaraquemada  | 6 de agosto de 1812     | 6 de diciembre de 1812  |       | Moderado |
| Presidente de la Junta Provisional de Gobierno                   |                         | José Miguel Carrera Verdugo   | 6 de diciembre de 1812  | 30 de marzo de 1813     |       | Exaltado |
| Presidente de la Junta Provisional de Gobierno                   |                         | Juan José Carrera Verdugo     | 30 de marzo de 1813     | 13 de abril de 1813     |       | Exaltado |
| Presidente de la Junta Superior Gubernativa                      |                         | Francisco Antonio Pérez       | 13 de abril de 1813     | 23 de agosto de 1813    |       | Exaltado |
| Presidente de la Junta Superior Gubernativa                      |                         | José Miguel Infante           | 23 de agosto de 1813    | 11 de enero de 1814     |       | Moderado |
| Presidente de la Junta Superior Gubernativa                      |                         | Agustín Eyzaguirre Arechavala | 11 de enero de 1814     | 7 de marzo de 1814      |       | Moderado |